# Spielerei
Die Spielerei ist ein Fachmagazin, dessen Hauptschwerpunkt das Rezensieren von Brett- und Kartenspielen ist. Das Magazin erscheint seit 1986 vierteljährlich im DIN-A5-Format im Verlag Karsten Höser, mit Sitz in Bochum.

## Geschichte
Begonnen hat die Spielerei 1985 als Mitteilungsblatt des Spielclubs Castrop-Rauxel. Aus dem Spieleclub entstand der eingetragene Verein „Hippodice Spielclub“. Die Spielerei hatte zu diesem Zeitpunkt den Status des Mitteilungsblattes abgelegt und sich zu einem Magazin entwickelt. Neben der Vorstellung von deutschsprachigen Spielen, gab es auch eine regelmäßige Kolumne, in der die neuesten Nachrichten über Spiele aus Übersee vorgestellt wurden, da die Informationen über diese Importspiele zu jener Zeit in Deutschland nur schwer erhältlich waren. Redaktionell hat Peter Gehrmann die Spielerei begleitet.
Die Nachfrage nach der Spielerei wurde immer größer, sodass das Magazin 1990 aus dem Verein ausgegliedert und in dem eigens dazu gegründeten Tingel-Tangel-Verlag, unter der Leitung von Christoph Kleinhubbert, weiter geführt wurde. Nach weiteren drei Jahren, im Jahr 1992, wechselte die Herausgabe und Redaktionsleitung an Karsten Höser, unter dessen Leitung sich die Spielerei bis heute befindet. Seit dieser Zeit stehen ihm Hubert Bruns (verstorben 2018), Ferdinand Köther, Oliver Kühlwein und Manfred Rohmkopf zur Seite. Das Redaktionsteam wird von einem Rezensentenstamm unterstützt. So können regelmäßig Artikel von namhaften Autoren aus der Spielszene gelesen werden.
Die ersten Ausgaben wurden noch in Schwarz-Weiß im Schnelldruckverfahren hergestellt. Ab der Ausgabe 5 erschien schon das Titelblatt zweifarbig und ab der Ausgabe 19 wurde der Umschlag vierfarbig gedruckt. Die nächste grafische Änderung trat erst nach 22 Jahren in Augenschein, im Jahr 2007 bekam die Spielerei ein neues Logo. Unter der Federführung der Grafikers Matthias Catrein entstand das neue Logo, welches nun die Titelseite schmückt. Zu den Internationalen Spieltagen 2009 in Essen erschien die Spielezeitschrift erstmals komplett vierfarbig. Mit der 101sten Ausgabe wurden auch die Wertungseier angepasst. Die bis dahin noch in Schwarz-Weiß auftraten, erhielten eine neue Gestaltung in Farbe.

### Themen
Der Schwerpunkt der Spielerei liegt bei der Vorstellung und Beschreibung von Brett- und Kartenspielen. Dabei werden nicht nur Spiele aus renommierten Verlagen berücksichtigt, sondern das Hauptaugenmerk liegt auf Besprechungen von Spielen aus Klein- und Kleinstverlagen. Diese Verlage treten hauptsächlich auf den Spieltagen in Essen öffentlich in Erscheinung. Dadurch wurde auch die Idee der Kleinverlagsrally geboren, die von der „Spielerei“ auf den Spieltagen jährlich durchgeführt wird. Darüber hinaus liegt ein weiteres Augenmerk auf Importspielen aus dem europäischen, asiatischen und transatlantischen Ausland. Autoren der verschiedenen Themen und Gebiete sind unter anderem Oliver Armknecht, Matthias Catrein, Stefan Duksch, Wieland Herold, Birgit Irgang, Marcus Janka, Ferdinand Köther, Tina Kraft, Sandra Lemberger, Tanja Liebmann-Décombe, Ralf Sandfuchs, Christoph Schlewinski, Lotte Schüler und Volker Sitzler.

### Vertrieb
Der Vertrieb erfolgt im Wesentlichen über einen Abonnentenstamm im europäisch-, deutschsprachigen Raum. Des Weiteren besteht die Möglichkeit, das Magazin über ausgewählte Spielfachgeschäfte und Ludotheken zu erhalten. Eine kontinuierliche Teilnahme an den Spieltagen in Essen besteht seit 1991.

## Layout
Die Spielerei erscheint im DIN-A5-Format mit Rückendrahtbindung. Seit der Ausgabe 85, erschienen im Oktober 2009, wird sie durchgehend vierfarbig gedruckt.

## Spiel im Heft
Schon seit den ersten Ausgaben wurden in der Spielerei immer wieder mal Spiele veröffentlicht. So hat z. B. der Preisträger des „Spiel des Jahres“ 2007, Michael Schacht, sein erstes Spiel in der Spielerei veröffentlicht. In chronologischer Reihenfolge sind folgende Spiele erschienen:
| Spiel                   | Autor                                                   | Ausgabe |
| ----------------------- | ------------------------------------------------------- | ------- |
| Morra                   |                                                         | 02/1986 |
| Quintett                |                                                         | 03/1987 |
| Überläufer              | Peter A. Gehrmann                                       | 04/1987 |
| Sheeps                  | Joe Nikisch                                             | 05/1987 |
| Kundschafter im All     | Sid Sackson                                             | 06/1987 |
| Fall nicht vom Hocker   | Edith Schlichting                                       | 07/1988 |
| ARAM                    | Hajo Bücken                                             | 08/1988 |
| Punktejagd              | Volker Mattick                                          | 15/1990 |
| Taxi                    | Michael Schacht                                         | 21/1992 |
| Tanz auf dem Regenbogen | Martin Schlegel                                         | 22/1993 |
| Guru Guru               | Überlieferung: Wolfgang Kohl, Regelf.: Ferdinand Köther | 26/1995 |
| Die kleine Spielerei    | Detlef Wendt                                            | 69/2005 |
| Gondoliere              | Michael Schacht                                         | 76/2007 |
| Zeit der Zünfte         | Tobias Thulke                                           | 89/2010 |

## Zusammenarbeit
Redaktion und Vertrieb arbeiten mit anderen Vereinen und Institutionen zusammen:
- Neben der eigenen Internetpräsenz besteht seit 2002 eine Kooperation mit dem Spiel-Internetportal H@ll9000. Interessante Artikel aus älteren Ausgaben der Spielerei und Vorabveröffentlichungen der aktuellen, gedruckten Ausgaben werden dort zur Verfügung gestellt.[2]
- Eine weitere Zusammenarbeit findet mit der Weiterbildungsberatung der Stadt Bochum statt. Das Ergebnis ist die jährlich erscheinende Bochumer Spieleliste. Aus den erscheinenden Neuheiten werden 20 Spiele ausgewählt, die für Familien besonders geeignet sind. In der Bochumer Spieleliste werden diese Spiele vorgestellt und beschrieben.
- Ein Anliegen der Spielerei ist die Anerkennung der Arbeit der Kleinverlage. Auf den Internationalen Spieltagen in Essen führt die Spielerei seit 1998 die Kleinverlags-Rally durch. Dabei können die Besucher der Messe bei verschiedenen Kleinverlagen Coupons sammeln, die sie dazu berechtigen, an einer Verlosung teilzunehmen.
- Seit 1990 wird der Deutsche Spiele Preis verliehen. An dem Abstimmungsverfahren nehmen Spieler, Spieleclubs, Händler und Journalisten teil. Die Leser der Spielerei werden gezielt angeschrieben und um eine Teilnahme an der Abstimmung gebeten. Damit nehmen sie direkten Einfluss auf die Auswahl der Spiele.